# Joyeux Colibri
Pour plus de détails, voir Fiche technique et Distribution.
Joyeux Colibri  ou Le Bain de l'oiseau (titre original : It's Hummer Time) est un court métrage d'animation américain de la série Looney Tunes, réalisé par Robert McKimson, sorti en 1950.

## Fiche technique
- Dates de sortie :
  -  États-Unis :  22 juillet 1950